# 普里奧澤爾內 (伊凡諾-法蘭科夫斯克州)

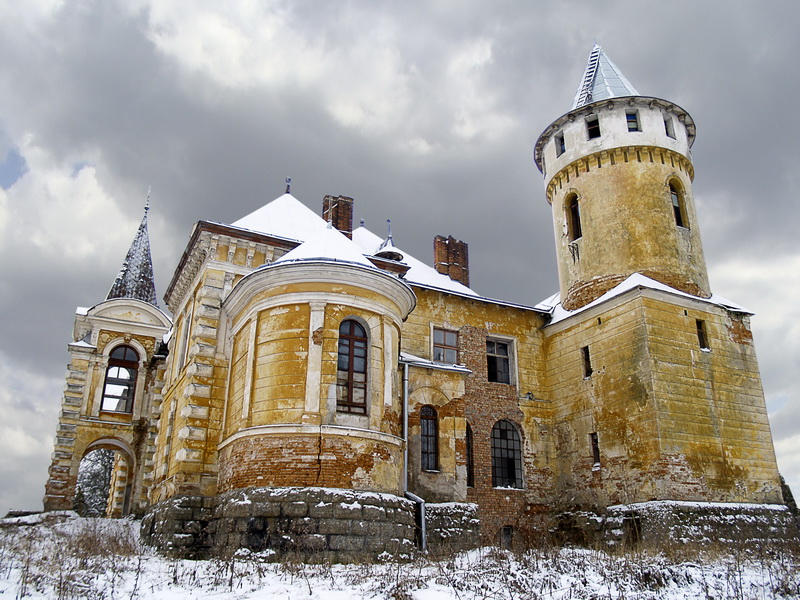

普里奧澤爾內（羅馬化：Pryozerne，直译：「湖前」）是烏克蘭西部的村莊，隸屬伊萬諾-弗蘭科夫斯克州的伊萬諾-弗蘭科夫斯克區。該村面積9.93平方公里，2001年人口462，人口密度每平方公里46.5人。
49°24′54″N 24°28′4″E / 49.41500°N 24.46778°E